# 시라사카 후마
시라사카 후마(일본어: 白坂 楓馬, 1996년 12월 5일 ~ )는 일본의 축구 선수이다. 현재 J1리그의 요코하마 F. 마리노스에서 뛰고 있다.

## 구단 경력
그는 2019년 일본 풋볼 리그의 혼다 FC에 입단했고, 2년동안 팀에서 뛰었다. 2021년 J1리그의 요코하마 F. 마리노스로 이적했다. 2021년부터 2022년까지 J3리그의 가고시마 유나이티드 FC에서 뛰었다. 가고시마 유나이티드 FC에서 39경기에 출전. 2023년 요코하마 F. 마리노스로 복귀했다. 2025년 J2리그의 에히메 FC로 이적했다.